# Jerry Berkers
Ger „Jerry“ Berkers (* 14. Dezember 1947 in Brunssum/Niederlande; † 1988 ebenda) war Gitarrist, Bassist und Sänger. Von Mitte 1971 bis Ende 1972 war er Mitglied der deutschen Rockgruppe Wallenstein.

## Leben
Jerry Berkers startete seine Berufslaufbahn als Maler im eigenen Betrieb seines Vaters, später als Schlosser und Dekorateur. Bereits 1959 begann er mit dem Gitarren- und Bassspielen. Eine der ersten Bands, bei denen er mitspielte, waren die Rocking Apaches aus Zuid-Limburg. Mit der Luxemburger Showgruppe The Rainbows unternahm er 1968/1969 eine Tournee, die zuerst nach Australien und später nach Vietnam führte. Dort wurde er von einem Offizier der US-Army engagiert, um einerseits selbst als Musiker der Band Bobby Rivière And His Babysitters (Schlagzeuger Bobby Rivière war der damals erst 10 Jahre alte Sohn des Bandmanagers) aufzutreten und andererseits bei einer Oben-ohne-Show namens Pussy Cat A Go Go fünf australische Mädels zu betreuen. Die anderen Mitglieder der Rainbows waren inzwischen nach nur einem Monat bei der Truppenbetreuung für GIs entsetzt über die dortigen Verhältnisse schon vorzeitig wieder nach Europa zurückgekehrt. Berkers selbst verbrachte insgesamt neun Monate in Vietnam. Danach blieb er noch weitere sechs Monate bei seiner Verlobten, einer Australierin mit chinesischen Wurzeln, die er in Vietnam kennengelernt hatte, bevor er in die Niederlande zurückkehrte.
Als 1971 die Band Wallenstein Ersatz für ihren ersten Sologitarristen Wolfgang „Ginger“ Steinicke suchte, fand ihr damaliger Roadie Corrado Faccioni bei einer Talentsuche in London den US-Amerikaner Bill Barone. Wenig später stieß auch Jerry Berkers – ebenfalls als Gitarrist – zur Band, übernahm wegen Barone jedoch den Bass. Zudem hatte Berkers einige Gesangsparts auf den ersten beiden Alben Blitzkrieg (erschienen 1972 auf Pilz) und Mother Universe (ebenfalls Pilz, 1972).
Durch seine Auftritte an der Front in Vietnam kam er schon als junger Mann mit der Grausamkeit des Krieges in Berührung. Diese Erfahrungen, die später immer wieder in sein Bewusstsein gerieten, ließen ihn zusehends seelisch erkranken. Das äußerte sich unter anderem in wirren Aktionen im Bandalltag, wie beispielsweise tagelanges Untertauchen. Eine Zusammenarbeit mit Wallenstein war bald nicht mehr möglich. Im Herbst 1972 trennte sich die Band von Berkers. Im gleichen Jahr noch veröffentlichte er sein Solo-Album Unterwegs, das er bereits im Juni/Juli 1972 bei Dieter Dierks in Stommeln bei Köln aufgenommen hatte. In Liedern wie Ich klage an oder Gelobtes Land verarbeitete er seine Kriegserlebnisse. Fortan trat er nur noch solo auf.
Sein seelischer Zustand verschlechterte sich irgendwann jedoch so weit, dass er auf Wunsch seiner Eltern in eine psychiatrische Anstalt eingewiesen wurde. Um 1977/1978 gab es einen letzten Kontakt mit Harald Grosskopf. Bald nach dem Tod der Mutter, die Berkers immer eine große Stütze war, wurde er 1988 tot in seiner Wohnung aufgefunden; laut Familienangehörigen hatte er aus Kummer darüber Suizid begangen.

## Werke

Unterwegs auf Pilz 20 29131-6

### Solowerke
- 1972 – Na na na chu chu chu / Es wird morgen vorbei sein, Pilz 05 19128-6 (Single)
- 1972 – Unterwegs, Pilz 20 29131-6 (Album)

### Alben als Bassist und Sänger bei Wallenstein
- 1972 – Blitzkrieg, Pilz 20 29064-6
- 1972 – Mother Universe, Pilz 20 29113-8

### Alben als Gastmusiker
- 1972 – Witthüser & Westrupp, Bauer Plath, Pilz 20 29115-4 (b-g, perc, Chor)
- 1973 – Sergius Golowin, Lord Krishna von Goloka, Kosmische Kuriere KK 58002 (el-g, g, b-g, bgo, Chor)
- 1973 – Walter Wegmüller, Tarot, Kosmische Kuriere KK 2/58003 (b-g)
- 1974 – Cosmic Jokers, Sci-Fi Party, Kosmische Musik KM 58011 (b-g)
- 1974 – Cosmic Jokers, Gilles Zeitschiff. Kosmische Musik KM 58012 (b-g, g)